# 眭国华
眭国华（1971年1月—），女，汉族，江苏丹阳人，中华人民共和国政治人物。现任广西壮族自治区人民政府副主席，广西壮族自治区工商联主席、广西总商会会长。